# Sinogastromyzon rugocauda
Sinogastromyzon rugocauda es una especie de pez de la familia Balitoridae perteneciente al orden de los Cypriniformes.

## Distribución geográfica
Se encuentra en China.

## Hábitat
Es un pez de agua dulce.